# Aleksandr Leonidovič Zajcev
Aleksandr Leonidovič Zajcev in russo Александр Леонидович Зайцев?, traslitterato anche Alexandr Leonidovich Zaitsev nella letteratura anglosassone, (Frjazino, 19 maggio 1945 – 29 novembre 2021) è stato un ingegnere, astronomo e autore televisivo russo.
Si è occupato di dispositivi per l'astronomia radar, di ricerca radar di asteroidi vicini e del progetto SETI. Fu capo scientifico presso l'Accademia Russa delle Scienze, Istituto di Radio Ingegneria ed Elettronica. Diresse il gruppo di trasmissioni dei messaggi interstellari (Team Encounter's) presso il Deep Space Center di Evpatorija (EDSC).
Fu inoltre coordinatore regionale per la Russia nel progetto SETI, nonché membro della Space Guard Foundation e dell'European Radio Astronomy Club (ERAC).

## Biografia e carriera
Zajcev ha conseguito la laurea in ingegneria radio presso l'Università Mineraria di Mosca nel 1967 e il dottorato di ricerca  nel 1981. Ha conseguito in seguito la qualifica post-dottorato nel 1997 in radar astronomia presso l'Istituto di Ingegneria Radio ed Electronica presso l'Accademia russa delle scienze di Mosca.
La carriera di Zajcev si è concentrata su tre temi principali: la teoria, la progettazione e la realizzazione di dispositivi radar utilizzati per lo studio di Venere, Marte e Mercurio; la ricerca radar degli asteroidi vicini; la messaggistica radio interstellare, il suo ultimo campo di ricerca.
Nel dicembre 1992 Zajcev ha osservato l'asteroide 4179 Toutatis usando il radar planetario da 70m di Evpatorija in Crimea come trasmettitore di segnale sonoro e il radio telescopio da 100 m di Effelsberg, in Germania, come ricevitore radar dell'eco dell'asteroide.

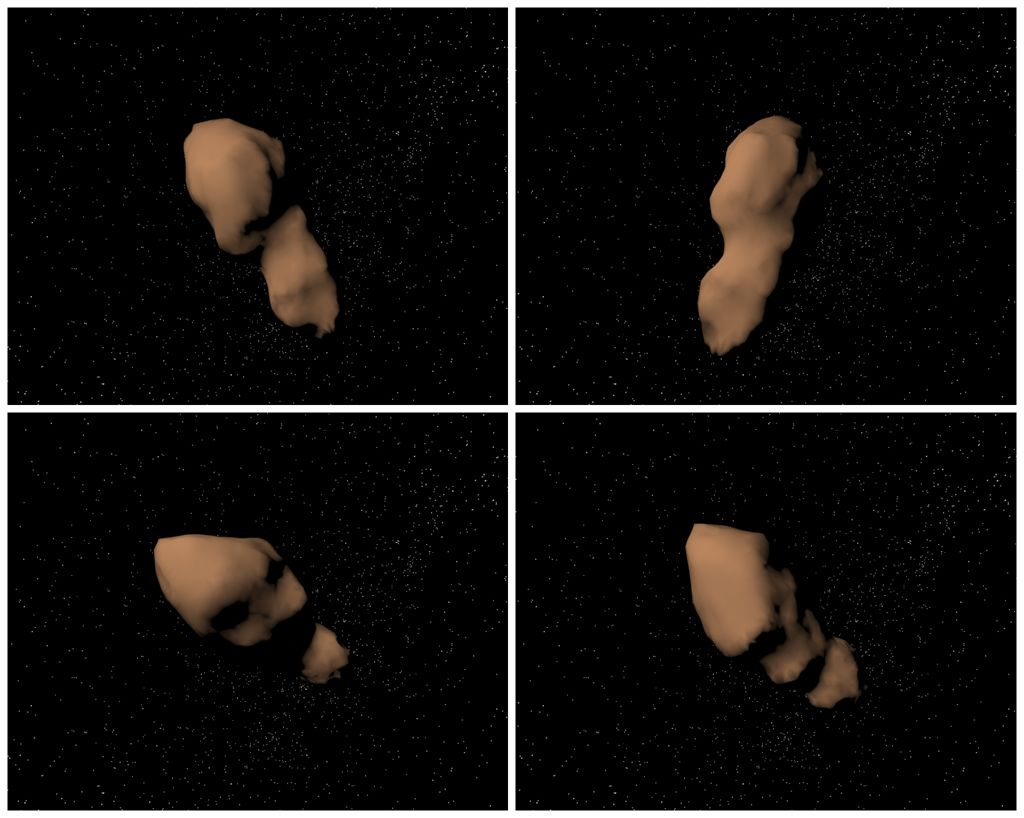
Immagine computerizzata a 3D dell'asteroide 4179 Toutatis

Immagine computerizzata a 3D dell'asteroide (33342) 1998 WT24

Nel giugno 1995, Zajcev è stato responsabile per l'avvio del primo esperimento intercontinentale di radar astronomia. I gruppi radar che parteciparono a questo esperimento erano guidati da Steven Ostro del JPL, da Zajcev ad Evpatorija e da Yasuhiro Koyama a Kashima, in Giappone. Il gruppo di Ostro ha trasmesso e ricevuto tramite il sito del Goldstone Deep Space Network, mentre i gruppi di Zajcev e Koyama hanno ricevuto rispettivamente tramite il sito di Evpatorija e il sito di Kashima. L'asteroide bersaglio ha preso il nome di 6489 Golevka dall'acronimo degli osservatori partecipanti (GOL-EV-KA = GOLdstone-EVpatorija-KAshima).
Zajcev ha anche svolto lavori usando il radar per determinare la composizione degli asteroidi e dei corpi planetari.
Fu di Zajcev, nel dicembre del 2001, l'iniziativa del primo esperimento in Italia di radarastronomia intercontinentale, per monitorare gli asteroidi potenzialmente pericolosi per la Terra: effettuato con il rilevamento radar dell'asteroide (33342) 1998 WT24 durante il suo massimo avvicinamento alla Terra, grazie alle osservazioni condotte con le configurazioni bistatiche dei sistemi radar di Goldstone-Medicina (USA-Italia) e Evpatorija-Medicina (Ucraina-Italia).
Zajcev ha curato la trasmissione Cosmic Call del 1999 e 2003 dal radar planetario di Evpatorija (EPR).
Sotto la sua guida, un gruppo di giovani a Mosca ha composto e trasmesso il Teen Age Message a E.T..
Zajcev ha proposto una struttura a tre sezioni di messaggi radio interstellari, ha coniato l'acronimo METI (Messaging to Extra-Terrestrial Intelligence) e il termine SETI paradox che si riferisce al caso in cui due civiltà lontane in grado di eseguire comunicazioni interstellari rimangono in silenzio in attesa che uno di loro tenti un contatto prima degli altri, con una conseguente situazione di stallo silenzioso. Nel 2005, nell'articolo "The Drake Equation: Adding a METI Factor", Zajcev ha suggerito che per stabilire un Contatto con gli Alieni non è sufficiente un alto livello tecnologico ma è necessario anche un comportamento appropriato e formula un supplemento al classico principio antropico partecipatorio che riceve così una sua naturale estensione: "La missione dei  mittenti consiste nel consegnare la coscienza nell'Universo". In altre parole, l'intelligenza in una posizione in grado di decidere se riempire l'Universo con segnali ragionevoli a bassa entropia (si veda in  SETI League  e in russo  Вестника SETI, ISSN 1994-3016).
Tra il 2006 e il 2008, Zajcev fu tra i collaboratori del documentario Die Außerirdischen (Calling All Aliens) di Christian Schidlowski per la rete televisiva franco-tedesca ARTE; del documentario russo Overcome the Great Silence di Vladislav Sidorov; del documentario olandese Calling E.T. di Prosper de Roos.

## Riconoscimenti
- Nel 1985, ha ottenuto il Premio di Stato dell'URSS per la scienza.
- Nel 1989, ha ottenuto la Medaglia Korolëv dalla Federazione Spaziale sovietica[18].
- Nel 1995, l'Unione Astronomica Internazionale ha denominato l'asteroide 1976 GH2 in 6075 Zajtsev in suo onore[19]
- Nel 1997, ha ottenuto la medaglia Ciolkovskij dalla Federazione Spaziale russa[20].
- Nel 2003, ha ricevuto la medaglia di giubileo ucraina per il 2500-simo anniversario di Evpatorija.

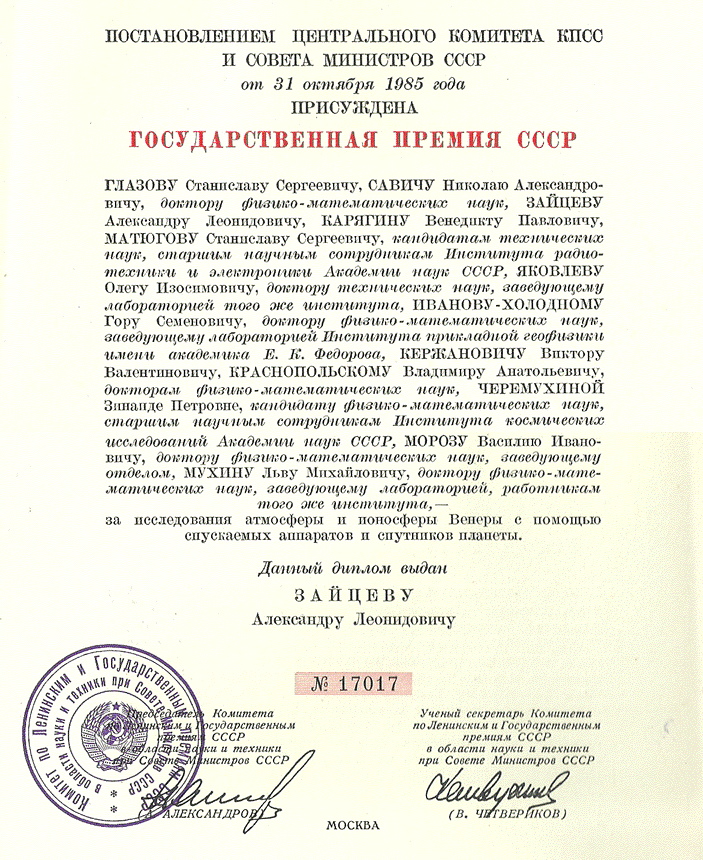
Premio di Stato URSS per la scienza. La risoluzione del CC del PCUS e del Consiglio dei ministri dell'URSS.
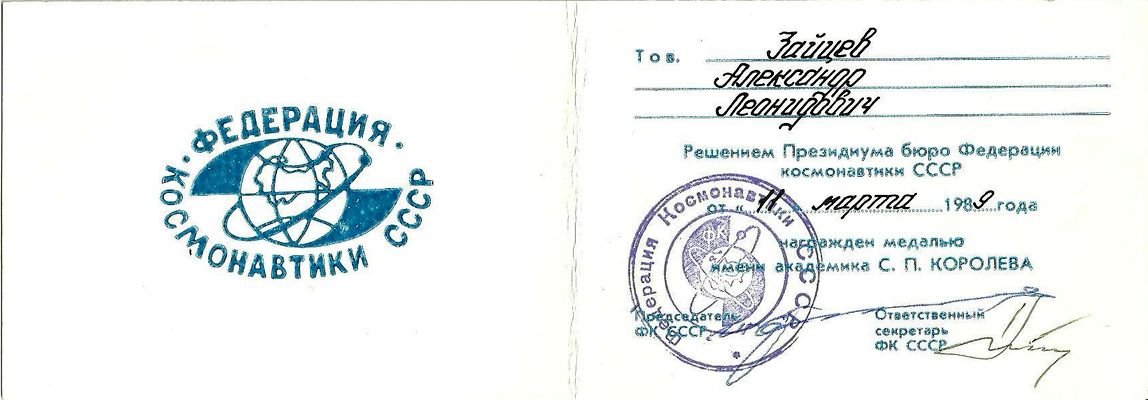
Medaglia Korolëv dalla Federazione Spaziale sovietica.
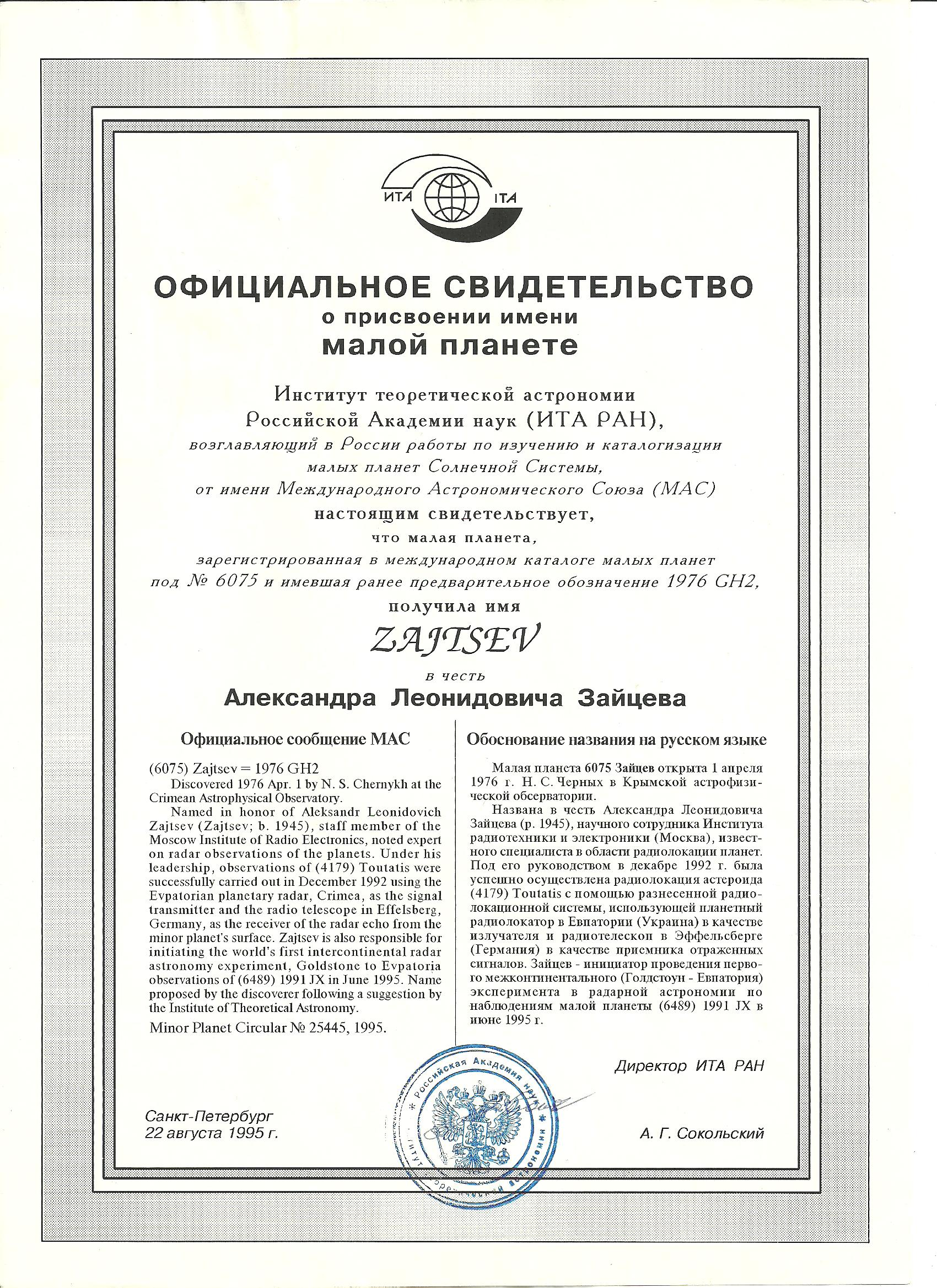
Attestazione ufficiale dell'Unione Astronomica Internazionale per la denominazione dell'asteroide 1976 GH2 in 6075 ZAJTSEV in suo onore.
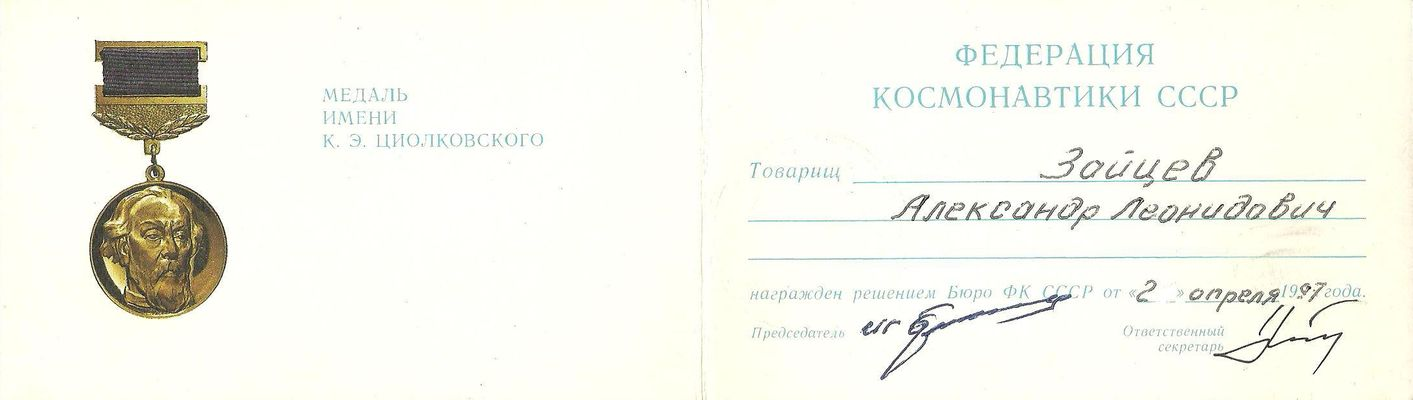
Medaglia Ciolkovskij dalla Federazione Spaziale russa.
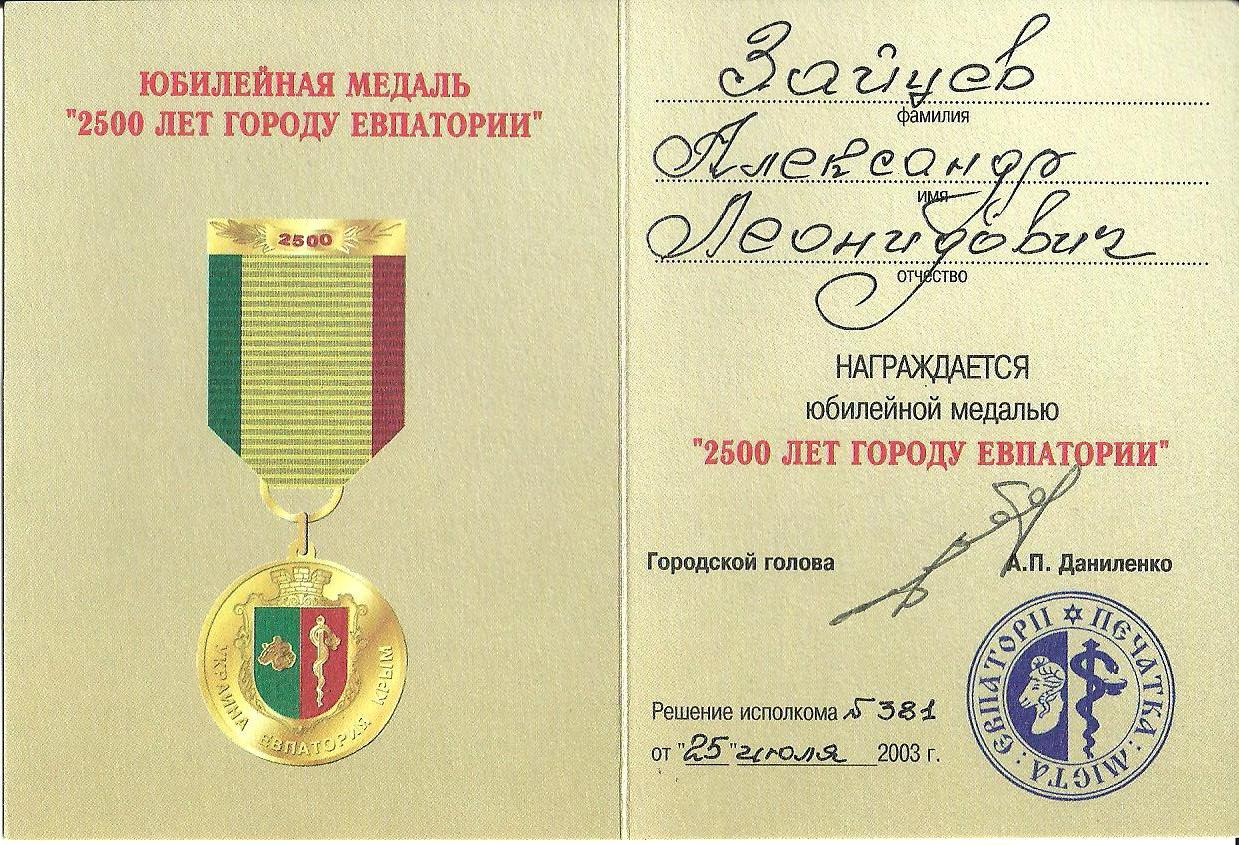
Medaglia del Giubileo «2500-simo anniversario di Evpatorija»